# BBC iPlayer
BBC iPlayer, communément appelé iPlayer, est un service de télévision et de radio par internet, ainsi qu'une application mobile et informatique développée par la BBC pour étendre le champ d'action de son ancien service par internet et permettant d'inclure l'intégralité des épisodes de séries ou des émissions télévisées.
Disponible gratuitement sur le territoire britannique, BBC iPlayer est une plateforme de vidéo à la demande mise en ligne fin 2007, et qui inclut depuis 2011 des liens vers les programmes des chaînes concurrentes à la BBC : ITV, ITV2, ITV3, ITV4, Channel 4, E4, More4, Film4, Channel 5, 5*, 5USA et S4C, renvoyant les utilisateurs vers les plateformes respectives des diffuseurs, comme ITV Player, 4oD ou Demand 5.
Depuis le 1er septembre 2016, l'usage d'iPlayer est assujetti au versement d'une licence de 150 £ par an. Pour contrôler que celle-ci est effectivement acquittée, la BBC fait aussitôt circuler dans tout le Royaume-Uni des camionnettes équipées de matériel de réception Wi-Fi, qui inspectent les réseaux privés et en analysent les paquets de données.